# Eric Goles
Eric Antonio Goles Chacc (né le 21 août 1951) est un mathématicien et informaticien chilien d'origine croate. 

## Biographie
Goles est né à Antofagasta, au nord du Chili. Il étudie l'ingénierie civile à l'Université du Chili avant de passer deux doctorats à l'Université de Grenoble en France. Professeur à l'Université du Chili, il est connu pour ses travaux sur les automates cellulaires.
En 1993, Goles reçoit le prix national chilien des sciences exactes. Il est président du CONICYT (l'équivalent chilien de la National Science Foundation aux États- Unis) et conseiller en science et technologie auprès du gouvernement chilien.
Goles enseigne et fait actuellement des recherches à l'Université Adolfo Ibáñez.